# Jodhi May
Jodhi May (ur. 8 maja 1975 w Londynie) – brytyjska aktorka filmowa, teatralna i telewizyjna.

## Życiorys
Urodziła się 8 maja 1975 w londyńskiej dzielnicy Camden Town. W latach 1994–1997 studiowała w Wadham College na Uniwersytecie Oksfordzkim.
Już w 1988, mając dwanaście lat, zagrała w Świecie na uboczu w reżyserii Chrisa Mengesa. Wraz z Barbarą Hershey i Lindą Mvusi May otrzymała za rolę w tym filmie nagrodę dla najlepszej aktorki na 41. MFF w Cannes.
Później wystąpiła m.in. w takich produkcjach, jak: Ostatni Mohikanin (1992, reż. Michael Mann), Siostro, moja siostro (1994, Nancy Meckler), Gracz (1997, reż. Károly Makk), Na trapezie (reż. Robinson Savary), Zakochany głupiec (2008, reż. Baillie Walsh).
W 2015 aktorka wystąpiła w roli patriarchini Lei w serialu Anno Domini – Biblii ciąg dalszy. Pojawiła się też gościnnie w piątej serii Gry o tron. W 2019 Netflix powierzył jej rolę królowej Calanthe w serialu Wiedźmin, powstałym na kanwie prozy Andrzeja Sapkowskiego.

## Nagrody
- Nagroda na MFF w Cannes Nagroda dla najlepszej aktorki: 1988: Świat na uboczu